# Splitgate
Splitgate (conhecido durante o desenvolvimento sob o título em trabalho Splitgate: Arena Warfare) é um jogo eletrônico multijogador de tiro em primeira pessoa gratuito para jogar desenvolvido e publicado pela 1047 Games. Foi lançado em acesso antecipado em 24 de maio de 2019 para Linux e Microsoft Windows no Steam e no Xbox One, Xbox Series X/S, PlayStation 4 e PlayStation 5 em 27 de julho de 2021. Em 25 de agosto de 2021, os desenvolvedores anunciaram que o jogo ficaria em beta indefinidamente e ao mesmo tempo lançaria a Temporada Zero. O jogo gira em torno de um combate de ficção científica inspirado em Halo em arenas de batalha onde os jogadores podem criar portais de buraco de minhoca entre dois pontos no mapa que foram comparados aos da série Portal e disparar armas ou viajar por esses portais.
O lançamento de console para o jogo é considerado um "relançamento", já que a jogabilidade e o estilo foram completamente reformulados.

## Desenvolvimento
O jogo foi desenvolvido pela 1047 Games, sediada em Nevada. Seus cofundadores, Ian Proulx e Nicholas Bagamian, começaram a trabalhar no jogo como um projeto escolar enquanto estudavam ciência da computação na Universidade Stanford. Proulx foi inspirado por Portal e Portal 2, e acredita que sua mecânica pode se traduzir bem em outros gêneros de jogos eletrônicos. Eles trabalharam no jogo sem financiamento por seis meses, e então lançaram uma demo para teste de usuário, que se tornou inesperadamente popular quando o jogo atraiu 600.000 downloads em seu primeiro mês de lançamento. A filosofia de design do jogo foi descrita como semelhante à de Fortnite e Rocket League, em que o jogo é "fácil de aprender", mas "difícil de dominar".
O jogo foi lançado como um título gratuito para jogar no Steam em 24 de maio de 2019. 1047 Games continuou a trabalhar no pós-lançamento do jogo e arrecadou um total de US$ 10 milhões para o projeto em maio de 2021 de investidores. Em junho de 2021, a empresa anunciou que o jogo chegaria ao PlayStation 4, PlayStation 5, Xbox One e Xbox Series X/S com suporte para jogabilidade multiplataforma.
Enquanto Splitgate lutava para manter uma base de jogadores viável após seu lançamento inicial de acesso antecipado em 2019, o jogo viu um aumento significativo de jogadores quando o beta do jogo foi lançado no início de julho de 2021, fazendo com que ultrapassasse os 600.000 downloads na primeira semana. Sua popularidade repentina foi totalmente inesperada pelos desenvolvedores e levou o jogo a ficar offline várias vezes para corrigir problemas de servidor. Isso levou ao adiamento de sua saída do acesso antecipado, enquanto os desenvolvedores tentavam aumentar a capacidade do servidor para lidar com mais de 100.000 jogadores simultâneos. Apesar das tentativas de aumentar a capacidade do servidor, um sistema de fila foi implementado para limitar o número de jogadores que se conectam ao jogo. Os desenvolvedores postaram atualizações sobre o status do servidor em sua conta do Twitter até que o sistema foi removido em agosto de 2021.

### Temporadas
| Temporada | Título         | Período                         | Descrição |
| --------- | -------------- | ------------------------------- | --- |
| 1         | Temporada Zero | 25 de agosto de 2021 - presente | A primeira temporada de Splitgate incluiu um novo mapa chamado "Estação Karman", um novo modo de jogo chamado "Contaminação", um novo passe de batalha que se baseia no passe de batalha beta e mudanças de balanceamento. |

## Recepção
Splitgate recebeu uma pontuação agregada de 68/100 no Metacritic. Samuel Horti do IGN avaliou o jogo em 7.1/10, dizendo que embora o jogo seja um " FPS de arena médio", a "reviravolta inteligente" de ser capaz de colocar portais o transforma em um "atirador inteligente e tático baseado em equipe". No entanto, ele criticou os mapas "insossos" do jogo e sua baixa contagem de jogadores, o que tornava difícil criar partidas balanceadas. Alex Santa Maria do Game Revolution classificou o jogo como 70/100, chamando a jogabilidade de "impressionantemente sólida", mas dizendo que precisava de "um pouco mais de talento visual" e comparando os designs de armadura do jogo com outros "também esquecidos como Section 8". Aiman Maulana do New Straits Times classificou o jogo em 7/10, chamando a variedade de jogabilidade de "decente", mas dizendo que precisava de mais conteúdo e mapas.